# Dalapolisens spelmän
Dalapolisens spelmän är ett spelmanslag bildat i Idre 1975 där medlemmarna huvudsakligen utgörs av anställda inom rättsväsendet i  Dalarnas län som gjort 11 skivinspelningar samt medverkat på 2 samlingsalbum. Initiativtagar Stix Lennart Jadewall verkade länge som ledare för gruppen. Ursprungligen ställdes krav på att medlemmarna var anställda vid polisen i Dalarna, men detta har på senare tid frångåtts.

## Webbplats
- www.dalapolisensspelman.w.se